# Gare d'Anderlues
La gare d'Anderlues est une gare ferroviaire belge fermée de la ligne 110 entre Piéton et Bienne-lez-Happart, située dans la commune d'Anderlues, au sud de l'actuelle N90.
Mise en service le 20 mars 1876, elle ferme au trafic voyageurs le 24 mai 1959.

## Situation ferroviaire
Établie à 193 m d'altitude, la gare d'Anderlues était située au point kilométrique 4,90 de la ligne 110 de Piéton à Bienne-lez-Happart (fermée), quelques kilomètres au-delà de la gare de Piéton.

## Histoire
La ligne 110 a été construite par l'État belge (actuelle SNCB)[réf. souhaitée], celle-ci partant de la gare de Piéton pour rejoindre la gare de Bienne-lez-Happart. Parcourable sur toute sa longueur à partir de 1877, la ligne reçoit en 1880 une bifurcation directe avec la ligne 109 en direction de Chimay.
La gare d'Anderlues a été mise en service le 20 mars 1876, en même temps que la section de la ligne 110 de Piéton à Buvrinnes.
Le bâtiment des recettes, de plan type 1873, est agrandi en 1904 au niveau des salles d'attente. Une extension au toit à la pente plus faible est visible dans le prolongement des quatre travées de cette aile.
La fermeture de la ligne au trafic voyageurs s'effectue le 24 mai 1959, emportant la gare d'Anderlues avec elle ; le trafic marchandises continue cependant jusqu'en 1989 entre Piéton et Anderlues. À la fin, cette portion était désignée comme ligne industrielle 281.
Le bâtiment a depuis été reconverti en habitation privée après avoir un temps servi de café. La halle aux marchandises a quant à elle été reconvertie en restaurant.
Un projet de chemin RAVeL sur l'assiette de l'ancienne ligne 110 serait en cours, celui-ci passant à proximité immédiate des bâtiments de la gare.